# Scaphidysderina molleturo
Espèce
Scaphidysderina molleturo est une espèce d'araignées aranéomorphes de la famille des Oonopidae.

## Distribution
Cette espèce est endémique de la province d'Azuay en Équateur,. Elle se rencontre à Molleturo vers 1 910 m d'altitude dans la cordillère Occidentale.

## Description
La femelle holotype mesure 2,56 mm.

## Étymologie
Cette espèce est nommée en référence au lieu de sa découverte, Molleturo.

## Publication originale
- Platnick & Dupérré, 2011 : The Andean goblin spiders of the new genus Scaphidysderina (Araneae, Oonopidae), with notes on Dysderina. American Museum Novitates, no 3712, p. 1-51 (texte intégral).